# جيم بارتليت
جيم بارتليت هو لاعب هوكي الجليد كندي، ولد في 27 مايو 1932 في مونتريال في كندا.

## وصلات خارجية
- جيم بارتليت على موقع دوري الهوكي الوطني (الإنجليزية)
- جيم بارتليت على موقع قاعة مشاهير الهوكي (لاعب أن.إتش.أل) (الإنجليزية)
- جيم بارتليت على موقع EliteProspects.com (الإنجليزية)
- جيم بارتليت على موقع Hockey-Reference.com (الإنجليزية)